# São Gonçalo do Rio Preto
São Gonçalo do Rio Preto is een gemeente in de Braziliaanse deelstaat Minas Gerais. De gemeente telt 3.269 inwoners (schatting 2009).

## Aangrenzende gemeenten
De gemeente grenst aan Couto de Magalhães de Minas, Diamantina, Felício dos Santos en Senador Modestino Gonçalves.